# Хоан
Хоан (保安) је јапанска ера (ненко) која је настала после Генеи и пре Тенџи ере. Временски је трајала од априла 1120. до априла 1124. године и припадала је Хејан периоду. Владајући цареви били су Тоба и Сутоку.

## Важнији догађаји Хоан ере
- 1121. (Хоан 2, пети месец): Свештеници са планине Хиеи запалили су храм Мидера.[3]
- February 25, 1123. (Хоан 4, двадесетосми дан првог месеца): У седамнаестој години владавине цар Тоба абдицира под притиском свога оца, бившег цара Ширакаве. Тоба предаје власт свом сину Акихиту који постаје цар Сутоку. Тоба је имао само 21 годину кад је абдицирао а након повлачења узима титулу „даиџо тено“.[4][5]
- 1123. (Хоан 4, други месец): Цар Сутоку долази на власт.[6]